# Landstormsarmbindel m/1911
Landstormsarmbindel m/1911 var ett fälttecken för landstormen i Sverige, vilken betecknade landstormsmannens ställning som krigsman även om han inte i övrigt var uniformerad. Därmed betraktades han som en legitim kombattant enligt krigsfolkrätten och kunde inte av fienden avrättas som franktirör. Befälets armbindlar var försedda med tjänsteställningsbeteckningar.

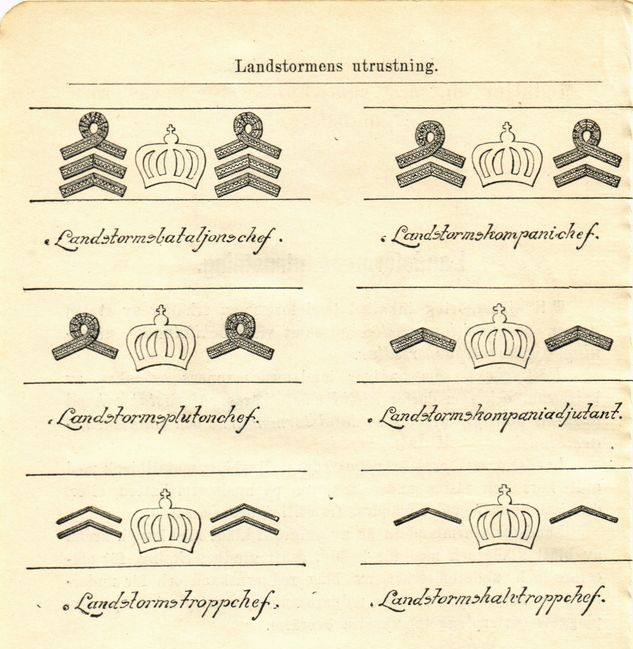
Armbindlar med tjänsteställningsbeteckningar m/11 för landstormen.

Ursprungligen utrustades landstormen enbart med vapen och ammunition samt viss annan utrustning av staten. Allt annat var egen beklädnad och utrustning. Alla landstormsmän skulle bära fälttecken i form av landstormsarmbindel och landstormsmärke. På den grå landstormsarmbindeln bars blå tjänsteställningsbeteckningar i form av chevroner (vinklar) med eller utan öglor.

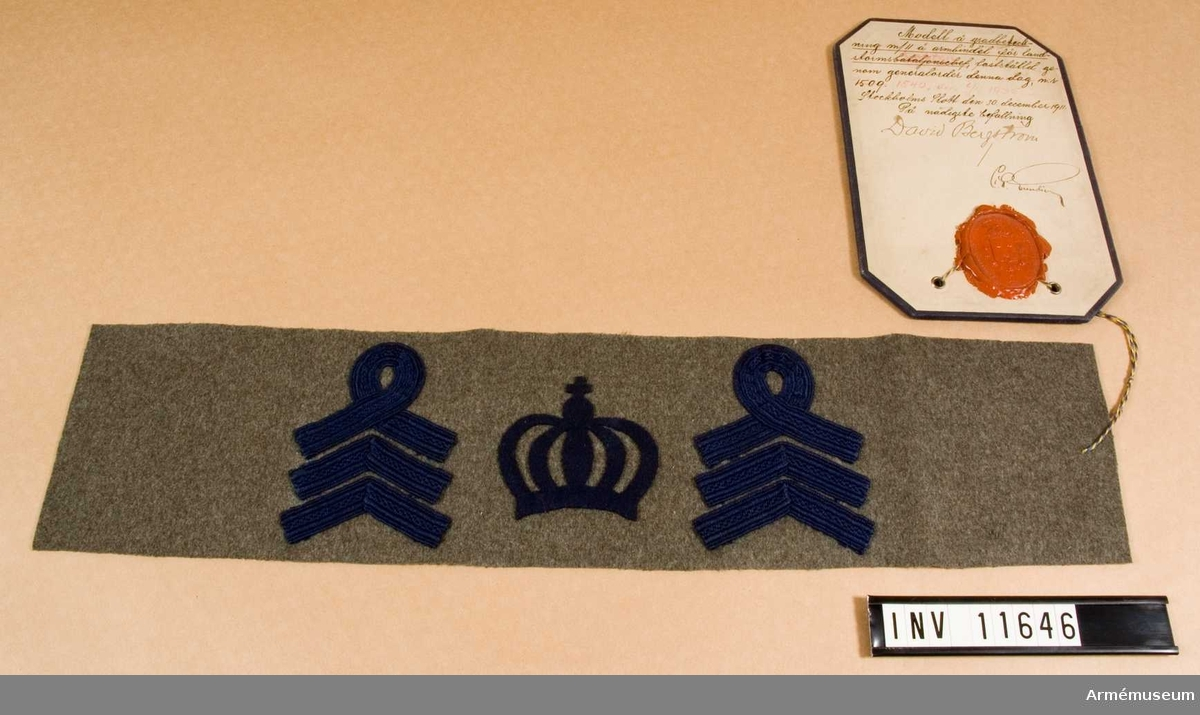
Landstormsbataljonschef
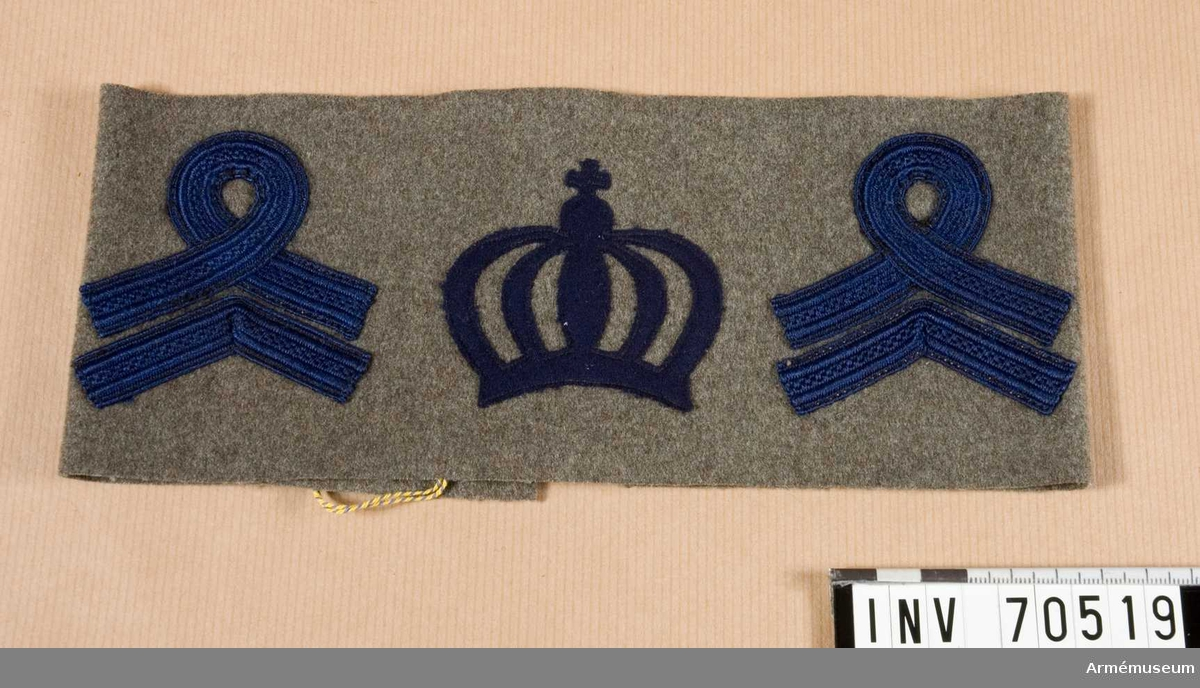
Landstormskompanichef
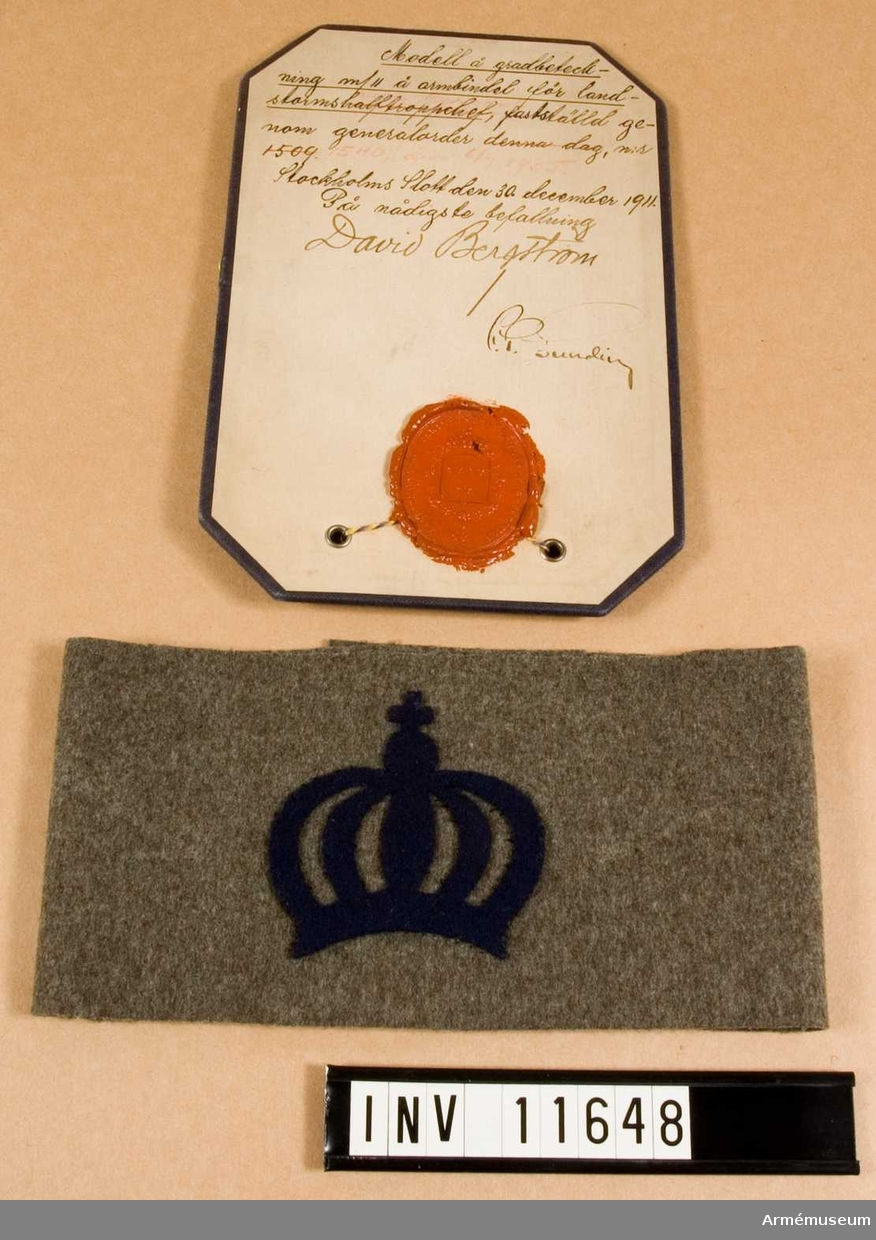
Landstormsman